# Ministerium für Gesundheit und Soziale Dienste
Das Ministerium für Gesundheit und Soziale Dienste (MHSS; englisch Ministry of Health and Social Services) ist das Gesundheitsministerium  von Namibia.
Es wird seit März 2025 von Ministerin Esperance Luvindao geleitet.
Das Ministerium gliedert sich in 12 Regionaldirektorate, die unter anderem die Aufsicht über die staatlichen Krankenhäuser, Kliniken und Gesundheitszentren führen. Zu den Regionaldirektoraten kommen die nachstehenden Direktorate mit Zentralsitz in Windhoek hinzu:
- Primary Health Care Services (Erstversorgung)
- Social Welfare Services (Sozialwohlfahrt)
- Special Programs (Spezialprogramme)
- Tertiary Health Care & Clinical Support Services (Tertiärversorgung & Unterstützungsdienste)
- Finance and Logistics (Finanzen und Logistik)
- HRM & General Services (Arbeitskräftebetreuung & Allgemeine Dienste)
- Policy, Planning and HRD (Vorschriften, Planung und Arbeitskräfteentwicklung)
- Atomic Energy & Radiation Protection Regulator (Nuklear- und Radiologische Sicherheitsvorschriften)